# ジェリー・A・ハウスマン
ジェリー・アレン・ハウスマン（Jerry Allen Hausman、1946年5月5日-）は、マサチューセッツ工科大学の経済学名誉教授であり著名な計量経済学者。

## 概要
1968年にブラウン大学からスンマ・クム・ラウデでの学士号を取得し、オックスフォード大学ナフィールド・カレッジから博士号を取得。同大学では「Theoretical and empirical aspects of vintage capital models
（成熟した資本モデルの理論的・実証的側面）」という論文で1973年にマーシャル奨学生となった。
ハウスマンは恐らくDurbin-Wu-Hausman検定の開発で最もよく知られており、これは統計モデルがデータに対応するものなのかを科学者が評価できるようにした最初の簡単な手法である。
彼は通信分野で広範囲な研究をしており、反トラスト法や合併 (企業)、財政や税制、規制の専門家として認知されている。またハウスマンはMIT通信経済リサーチプログラムの理事も務めている。
近年の彼の応用論文は、新商品が経済福祉に及ぼす影響や消費者物価指数におけるそれら影響の測定、 3Gやブロードバンドなどの新しい通信技術、通信や鉄道の規制、ネットワーク市場での競争などをテーマにしたものである。近年の彼の計量経済学論文には、差分の差分法モデル、準パラメトリック期間モデル、混合ロジットモデル、基準外状況における変数の誤差 (errors in variables) などに関する推論がある。
ミクロ計量経済学で影響力のある論文を数多く発表しており、1985年にジョン・ベイツ・クラーク賞、1980年にフリッシュ賞など権威ある賞を幾つか受賞している。2011年トムソン・ロイター引用栄誉賞受賞。

## 代表的な出版物
- ; Griliches, Zvi (1986). “Errors in Variables in Panel Data”. Journal of Econometrics 31 (1):  93-118. doi:10.1016/0304-4076(86)90058-8.
- ; McFadden, Daniel (1984). “Specification Tests for the Multinomial Logit Model”. Econometrica 52 (5):  1219-1240. doi:10.2307/1910997. hdl:1721.1/64213. JSTOR 1910997.
- ; Taylor, William E. (1981). “Panel Data and Unobservable Individual Effects”. Econometrica 49 (6):  1377-1398. doi:10.2307/1911406. hdl:1721.1/64044. JSTOR 1911406.
- (1978). “Specification Tests in Econometrics”. Econometrica 46 (6):  1251-1271. doi:10.2307/1913827. hdl:1721.1/64309. JSTOR 1913827.